# Pietro Vassalletto

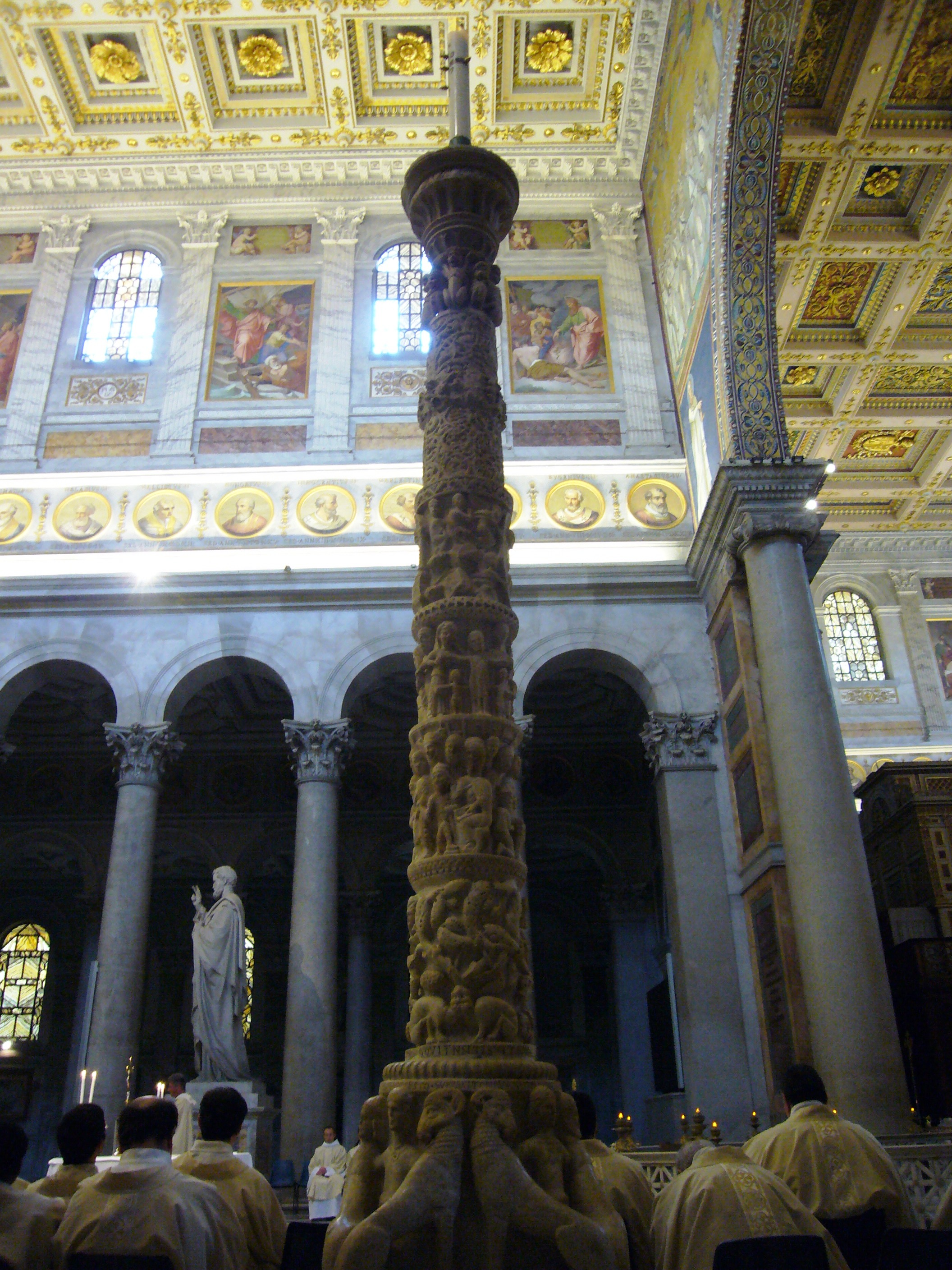
"Círio Pascal" na Basílica de São Paulo fora da Muralha.

Pietro Vassalletto (fl. 1154–1186) foi um escultor italiano de uma família de artistas (os Vassalletto) ativa em Roma entre os séculos XII e XIV. Entre suas obras está a escultura do "Círio Pascal" na Basílica de São Paulo fora da Muralha.